# Pierre-André de Glandevès du Castellet

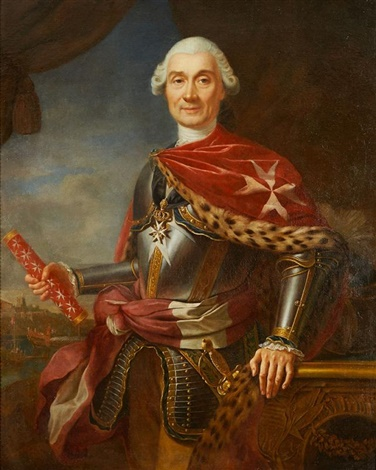
Pierre-André de Glandevès um 1730

Pierre-André de Glandevès du Castellet, auch: Commandeur de Glandevès; (* 14. September 1689 im Schloss Castellet-Saint-Cassien, Val-de-Chalvagne, Frankreich; † 26. Dezember 1764 in Toulon, Frankreich) war ein französischer Marineoffizier und Edelmann des 17. und 18. Jahrhunderts. Er diente in der französische Marine ein, wo er zum Ende seiner Karriere zum Lieutenant-général des armées navales ehrenhalber befördert wurde.

## Biografie

### Herkunft und Familie
Pierre-André Glandevès stammt von der Familie de Glandevès ab, einer mächtigen und alten Adelsfamilie aus der Provence, die gute, auch verwandtschaftliche Beziehungen zu anderen einflussreichen Familien der Region unterhielt.
Seine Eltern waren Jean de Glandevès, Herr von Le Castellet und Entrevaux, der 1701 zum ersten Konsul von Aix und zum Staatsanwalt des Pays d’Aix gewählt wurde, und dessen Frau Marie de Flotte d’Agoult de Saint Auban (* 1658, † 6. Juli 1724). Seine Eltern hatten am 5. Oktober 1686 geheiratet. Aus der Verbindung gingen die folgenden Kinder hervor:
- Honoré de Glandevès, Herr von Le Castellet (1688–1776), verheiratet am 20. Januar 1724 in Marseille mit Marie Hiéronyme de Bruny (* 1709).
- Pierre André
- François de Glandevès du Castellet (1696–1774), genannt: Bailli de Castellet, um ihn von seinem Bruder zu unterscheiden. 1712 in den Orden vom Heiligen Johannes zu Jerusalem aufgenommen, Chef d’escadre des armées navales (1767).
- Anne Marguerite de Glandevès († 1768). Sie heiratete am 27. November 1713 in Draguignan Joseph Barthélémy de Rafélis, Seigneur de Broves (1686–1758). Ihr Sohn, Jean Joseph de Rafélis de Broves (1715–1782), wurde später ebenfalls Lieutenant-général des armées navales.

### Karriere in der königlichen Marine
Wie viele der jüngeren Söhne provenzalischer Adelsfamilien wurde Pierre-André entweder 1701, 1702, oder 1703 im Priorat von Saint-Gilles in den Orden vom Heiligen Johannes zu Jerusalem eingeführt.
Bereits im folgenden Jahr trat er jedoch in eine Kompanie der Gardemarins im Departement Toulon ein. Er wurde 1712 zum Enseigne de Vaisseau  (Fähnrich) und 1729 zum Lieutenant des gardes du Pavillon befördert. Zu Beginn des Österreichischen Erbfolgekriegs 1741 erhielt er ein Patent als Capitaine de vaisseau (Kapitän zur See). Zu diesem Zeitpunkt hatte Pierre-André Glandevès bereits fast 40 Jahre im Dienst der Marine verbracht. 1752 wurde er zum Chef d’escadre des armées navales befördert und 1754 zum Kommandeur der Marinestreitkräfte in Toulon.
Im späten Frühjahr 1756, in den ersten Monaten des Siebenjährigen Krieges, beauftragte Ludwig XV. den Marschall von Richelieu mit der Eroberung der Mittelmeerinsel Menorca, die sich damals unter britischer Kontrolle befand. Unter dem Kommando von Roland-Michel Barrin de La Galissonière mit einer Flotte aus zwölf Linienschiffen und fünf Fregatten wurden die französischen Truppen auf die Insel gebracht. Am 20. Mai traf sie auf eine britische Flotte unter dem Kommando von Admiral John Byng. Glandevès befehligte die Vorhut der französischen Flotte an Bord der 74 Kanonen starken Redoutable und war so direkt an der Schlacht vor Port Mahon beteiligt, über die er in der Folge einen Bericht verfasste.
Von 1757 bis 1758 war er erneut als Hafenkommandant von Toulon tätig.
1758 trat Pierre-André de Glandevès-Castellet vom Kommando über den Hafen von Toulon zurück, und der Marineminister Claude Louis d’Espinchal schrieb ihm am 11. August:

“Sa Majesté m’a chargé de vous marquer toute la satisfaction qu’Elle a du zèle avec lequel vous avez rempli la place qu'Elle vous avait confiée.”

„Seine Majestät hat mich beauftragt, Ihnen die ganze Zufriedenheit zu zeigen, die Sie mit dem Eifer hat, mit dem Sie den Platz, den Sie Ihnen anvertraut hatte, ausgefüllt haben.“

Die vakante Stelle des Kommandanten der Marine wurde daraufhin La Clue-Sabran übertragen, der sie aber nur fünfzehn Monate lang behielt. Von 1759 bis 1764 bekleidete er erneut den Posten des Kommandanten der Marine in Toulon.
1764 zog er sich aus dem Dienst zurück und ging, ausgestattet mit sog. Lettres de provision, als Lieutenant-général des armées navales ehrenhalber in den Ruhestand.